# 馬亞爾的天體
馬亞爾的天體（也分類在特殊星系圖集中稱為阿普148）是在大熊座內與地球相距5億光年的兩個星系碰撞的結果。他是在1940年3月13日被尼古拉斯·乌尔里克·梅奥尔使用立克天文台的克勞斯利反射鏡發現的。
初次被發現時，馬亞爾的天體被描述為一個特殊的星雲，形狀像一個問號。最原始的理論認為是一個星系與星系際物質發生交互作用，現在認為原本是兩個星系，因為碰撞而形成一個包含環狀星系和一段尾巴的新天體。它被認為原始的兩個星系之間的碰撞，產生的衝激波創造出被拋射出來的物質，然後形成了環狀。